# Illja Škuryn
Illja Sjarheevič Škuryn (in bielorusso Ілля Сяргеевіч Шкурын?; trasl. angl. Ilya Shkurin; Vicebsk, 17 agosto 1999) è un calciatore bielorusso, attaccante del Legia Varsavia.

## Caratteristiche tecniche
È un centravanti.

## Carriera

### Club
Cresciuto nel settore giovanile del Vicebsk, ha esordito in prima squadra il 23 luglio 2017 disputando l'incontro di Kubak Belarusi perso ai calci di rigore contro lo Sluck. Nel gennaio del 2019 è stato ceduto all'Ėnerhetyk-BDU Minsk, con cui ha conquistato il titolo di capocannoniere del campionato bielorusso con 19 gol in 26 gare. L'8 gennaio 2020 è stato acquistato dalla Dinamo Brėst, che il giorno seguente lo ha ceduto al CSKA Mosca.
Il 10 luglio 2021 passa in prestito per una stagione agli ucraini della Dinamo Kiev.

### Nazionale
Ha giocato nelle nazionali giovanili bielorusse Under-19 ed Under-21.

## Statistiche
Statistiche aggiornate al 3 febbraio 2022.

### Presenze e reti nei club
| Stagione          | Squadra             | Campionato        | Campionato | Campionato | Coppe nazionali | Coppe nazionali | Coppe nazionali | Coppe continentali | Coppe continentali | Coppe continentali | Altre coppe | Altre coppe | Altre coppe | Totale | Totale | Totale |
| Stagione          | Squadra             | Comp              | Pres       | Reti       | Comp            | Pres            | Reti            | Comp               | Pres               | Reti               | Comp        | Pres        | Reti        | Pres   | Reti   |        |
| ----------------- | ------------------- | ----------------- | ---------- | ---------- | --------------- | --------------- | --------------- | ------------------ | ------------------ | ------------------ | ----------- | ----------- | ----------- | ------ | ------ | ------ |
| 2017              | Vicebsk             | VL                | 4          | 1          | CB              | 1               | 0               |                    | -                  | -                  |             | -           | -           | 5      | 1      |        |
| 2018              | Vicebsk             | VL                | 7          | 0          | CB              | 2               | 1               |                    | -                  | -                  |             | -           | -           | 9      | 1      |        |
| Totale Vicebsk    | Totale Vicebsk      | Totale Vicebsk    | 11         | 1          |                 | 3               | 1               |                    | -                  | -                  |             | -           | -           | 14     | 2      |        |
| 2019              | Ėnerhetyk-BDU Minsk | VL                | 26         | 19         | CB              | 2               | 2               |                    | -                  | -                  |             | -           | -           | 28     | 21     |        |
| gen.-giu. 2020    | CSKA Mosca          | PL                | 4          | 0          | CR              | 1               | 0               |                    | -                  | -                  |             | -           | -           | 5      | 0      |        |
| 2020-2021         | CSKA Mosca          | PL                | 9          | 3          | CR              | 3               | 0               | UEL                | 2                  | 0                  |             | -           | -           | 14     | 3      |        |
| Totale CSKA Mosca | Totale CSKA Mosca   | Totale CSKA Mosca | 13         | 3          |                 | 4               | 0               |                    | 2                  | 0                  |             |             |             | 19     | 3      |        |
| 2021-2022         | Dinamo Kiev         | PL                | 8          | 0          | KU              | 1               | 0               | UCL                | 2                  | 0                  | SU          | 0           | 0           | 11     | 0      |        |
| Totale carriera   | Totale carriera     | Totale carriera   | 58         | 23         |                 | 10              | 3               |                    | 4                  | 0                  |             | 0           | 0           | 72     | 26     |        |

## Palmarès

### Club
- Coppa di Polonia: 2

Raków Częstochowa: 2021-2022
Legia Varsavia: 2024-2025
- Supercoppa di Polonia: 1

Raków Częstochowa: 2022
- Liga Leumit: 1

Maccabi Petah Tiqwa: 2022-2023

### Individuale
- Capocannoniere del campionato bielorusso: 1

2019 (19 gol)